# Гюттельдорф (станція метро)
«Гюттельдорф» — станція Віденського метрополітену, кінцева станція лінії U4.